# Robert L. Williams

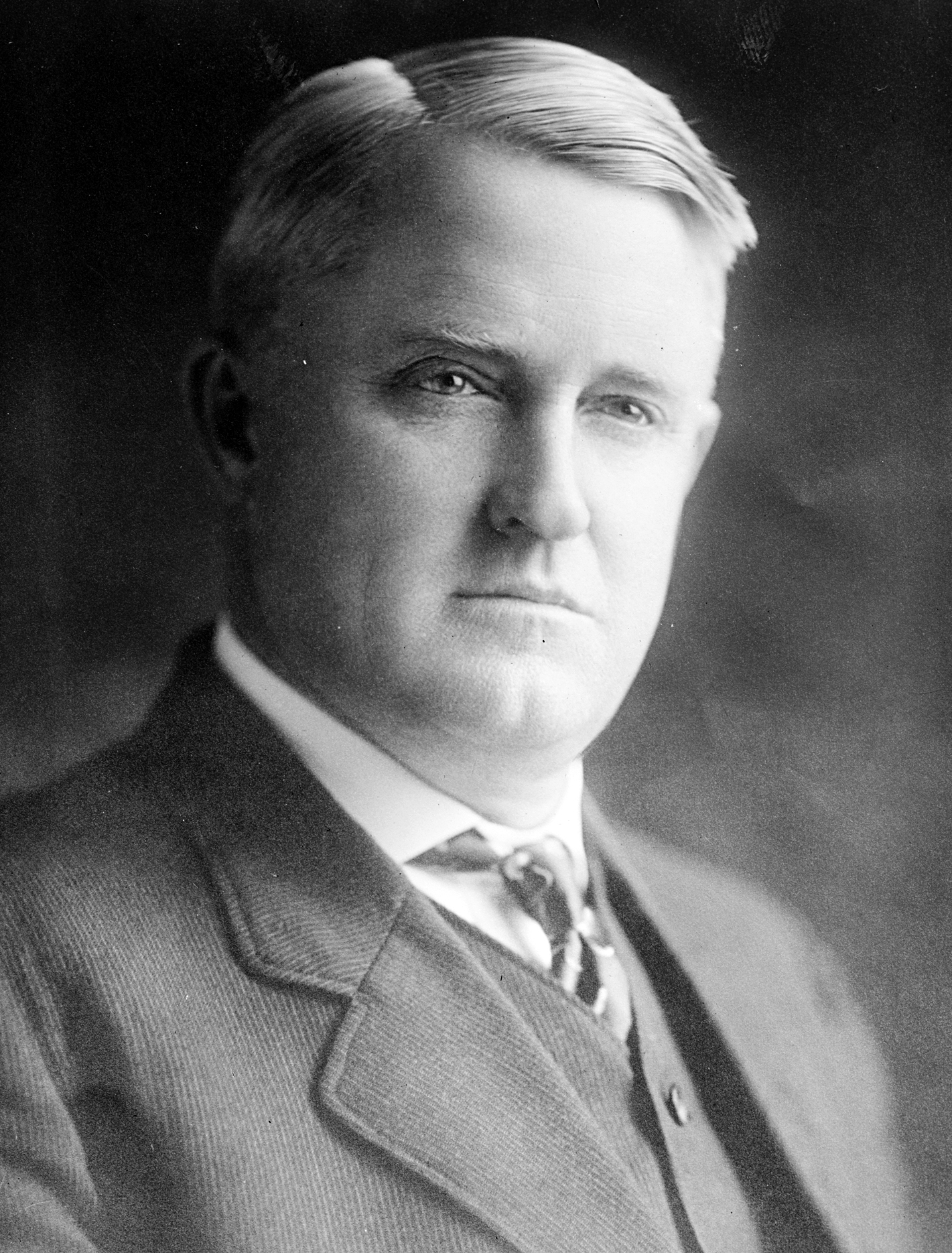
Robert L. Williams

Robert Lee Williams (* 20. Dezember 1868 in Brundidge, Pike County, Alabama; † 10. April 1948 in Durant, Oklahoma) war ein US-amerikanischer Jurist und Politiker und von 1915 bis 1919 der dritte Gouverneur des Bundesstaates Oklahoma; danach wurde er Bundesrichter.

## Frühe Jahre und politischer Aufstieg
Robert Williams besuchte die Southern University, danach war er kurzzeitig als Lehrer tätig. Nach einem anschließenden Jurastudium begann er in Troy als Jurist zu praktizieren. Im Jahr 1893 zog er nach Guthrie im damaligen Indianer-Territorium, das heute zu Oklahoma gehört. Nach einer kurzen Rückkehr nach Alabama ließ sich Williams dauerhaft in Oklahoma nieder.
Er war Mitglied der Demokratischen Partei und gehörte von 1904 bis 1908 dem Democratic National Committee an. Im Jahr 1906 war er Delegierter auf der verfassungsgebenden Versammlung von Oklahoma. Er war an der Gründung des Bundesstaats Oklahoma wesentlich beteiligt. Der erste Gouverneur, Charles N. Haskell, berief ihn an den Oklahoma Supreme Court. Dort wurde er Vorsitzender Richter dieses Gremiums. Dieses Amt behielt er bis 1914.

## Gouverneur von Oklahoma
Im Jahr 1914 wurde Williams zum Gouverneur von Oklahoma gewählt, wobei er sich mit 39,7 Prozent der Stimmen knapp vor dem Republikaner John Fields durchsetzte. Er trat seine vierjährige Amtszeit am 11. Januar 1915 an. In seiner Amtszeit wurden die meisten Regierungsgebäude in der neuen Hauptstadt Oklahoma City fertiggestellt und bezogen. Einige Verwaltungsstellen wurden zusammengelegt und teilweise in einem neuen Ministerium (State Board of Affairs) eingegliedert. Durch Steuererhöhungen versuchte Williams den Haushalt zu konsolidieren. Im Jahr 1915 musste nach einem Urteil des obersten US-Gerichtshofs das Wahlrecht in Oklahoma geändert werden, weil es schwarze Wähler benachteiligte. In Williams’ Amtszeit fiel auch der Eintritt der Vereinigten Staaten in den Ersten Weltkrieg. Gegen die in allen US-Staaten eingeführte Wehrpflicht gab es in Oklahoma großen Widerstand, gegen den sich der Gouverneur aber durchsetzte.

## Bundesrichter
Nach dem Ende seiner Gouverneurszeit wurde Williams Richter am Bundesbezirksgericht für den östlichen Distrikt von Oklahoma. Dieses Amt übte er zwischen 1919 und 1937 aus. Danach wurde er von Präsident Franklin D. Roosevelt zum Nachfolger des verstorbenen George Thomas McDermott am Bundesberufungsgericht für den zehnten Gerichtskreis ernannt und verblieb dort vom 21. April 1937 bis zu seinem Wechsel in den Senior-Status am 31. März 1939. Von 1938 bis 1948 war er Präsident der Oklahoma Historical Society.